# Psyllaephagus australiensis
Psyllaephagus australiensis är en stekelart som först beskrevs av Girault 1914.  Psyllaephagus australiensis ingår i släktet Psyllaephagus och familjen sköldlussteklar. Inga underarter finns listade i Catalogue of Life.